# Nardoa tuberculata
Nardoa tuberculata är en sjöstjärneart som beskrevs av Gray 1840. Nardoa tuberculata ingår i släktet Nardoa och familjen Ophidiasteridae. Inga underarter finns listade i Catalogue of Life.